# Denjongka
Das Denjongka, auch Bhutia, Bhotia oder Sikkimesisch, ist eine tibetobirmanische Sprache, die in der Himalaya-Region Indiens im Bundesstaat Sikkim und im Distrikt Darjeeling gesprochen wird. Im offiziellen indischen Sprachenzensus zählt Denjongka als Variante oder Untersprache des Bhotia, zu dem in dieser Betrachtungsweise unter anderem auch das Tibetische und Ladakhische gezählt werden.

## Bezeichnung
Die Eigenbezeichnung Denjongka (འབྲས་ལྗོངས་སྐད, Umschrift nach Wylie: ′bras ljongs skad) leitet sich von Denjong, dem tibetischen Namen Sikkims ab, der wörtlich „Reis-Distrikt“ bedeutet. Die Sprecher des Denjongka bezeichnen sich als Denjongpa. Es existieren jeweils zahlreiche abweichende Umschriften. Der Name Bhutia bzw. Bhotia ist eine Fremdbezeichnung, mit der in den indoarischen Sprachen sowohl die Sprache als ihre Sprecher bezeichnet werden. Sie leitet sich von Bhoṭa, dem Sanskrit-Namen Tibets (vgl. tibetisch Bod), her. Die Bezeichnung ist aber nicht eindeutig, weil mit ihr auch die Bhutanesen oder andere mit den Tibetern verwandte Völker gemeint sein können.

## Sprachverwandtschaft
Das Denjongka gehört zur tibetanischen Untergruppe der tibetobirmanischen Sprachen und innerhalb dieser zum südtibetanischen Zweig. Es ist eng mit dem Dzongkha, der Hauptsprache des Nachbarstaates Bhutan, und etwas weiter mit dem Tibetischen verwandt. Denjongka und Dzongkha sind teilweise wechselseitig verständlich. Die Übereinstimmung im Wortschatz mit dem Dzongkha beträgt 65 Prozent, mit dem Tibetischen 42 Prozent.

## Sprecherzahl und Verbreitung

Lage Sikkims in Indien

Die genaue Anzahl der Denjongka-Sprecher lässt sich schwer beziffern. Bei der indischen Volkszählung 2001 wurden in ganz Indien 81.012 Sprecher des „Bhotia“ verzeichnet. Von diesen lebten allerdings über 28.000 in den nordwestindischen Bundesstaaten Jammu und Kashmir, Himachal Pradesh und Uttarakhand, was den Schluss zulässt, dass es sich bei ihnen um Sprecher anderer tibetanischer Sprachen handelt, die ebenfalls als Bhotia bezeichnet werden, aber nicht näher mit dem Denjongka verwandt sind. Demnach dürfte die Anzahl der tatsächlichen Denjongka-Sprecher eher bei rund 50.000 liegen. Ethnologue gibt die Sprecherzahl für 2001 dagegen mit 70.300 an.
Im Bundesstaat Sikkim wird das Denjongka (Bhotia) nach der Volkszählung 2001 von ca. 42.000 Menschen als Muttersprache gesprochen. Weitere 6.500 Sprecher des Denjongka leben im Nachbarbundesstaat Westbengalen, hauptsächlich in dem an Sikkim angrenzenden Distrikt Darjeeling. Die Sprecher des Denjongka wanderten im 16. Jahrhundert aus der Tsang-Region Tibets nach Sikkim ein. Bis Ende des 19. Jahrhunderts waren die Denjongpa und die bereits länger ansässigen Lepcha die dominierenden Bevölkerungsgruppen in Sikkim. Als Ergebnis einer Masseneinwanderung aus Nepal ist ihr Anteil aber deutlich zurückgegangen. Heute machen Denjongka-Sprecher 7,7 Prozent der Bevölkerung Sikkims aus. Nach dem Nepali ist Denjongka die zweitgrößte Sprache des Bundesstaates. Das Nepali dient in Sikkim als Lingua Franca und wird auch von den meisten Denjongka-Sprechern als Zweitsprache verwendet. Nach der Volkszählung 2001 sind 78 Prozent der Denjongka-Sprecher in Sikkim zwei- oder mehrsprachig. Viele jüngere Denjongpa haben das Denjongka inzwischen zugunsten des Nepali aufgegeben.
Während der Unabhängigkeit Sikkims bis 1973 verwendeten die Denjongpa Tibetisch als Schriftsprache. Seitdem hat das in tibetischer Schrift geschriebene Denjongka graduell Tibetisch als Schriftsprache abgelöst. Es wird auch an Schulen unterrichtet und im Rundfunk verwendet. Eine Literatur auf Denjongka bildet sich langsam heraus. Neben zehn weiteren Sprachen ist das Denjongka in Sikkim als offizielle Sprache anerkannt.